# Керия (река)
Керия́ (Кэлияхэ́; кит. 克里雅河) — река в Синьцзян-Уйгурском автономном районе Китая.
Река берёт начало вблизи перевала Керия (5390 м над уровнем моря). Верхнее течение находится в горах Куньлуня. Нижнее течение пролегает через пустыню Такла-Макан, где река теряется в песках.
Длина постоянного русла реки составляет 530 км. Площадь водосбора — 18,3 тыс. км². Средний расход воды при выходе на Кашгарскую равнину — 18 м³/с. Половодье летнее.
Притоки по порядку от устья: Ойтогракдарья (правый), Сукдарья (правый), Курабдарья (левый), Люшидарья (правый), Аксу (левый).
Значительная часть воды разбирается на орошение прилегающих территорий.